# Sette meraviglie naturali dell'Ucraina

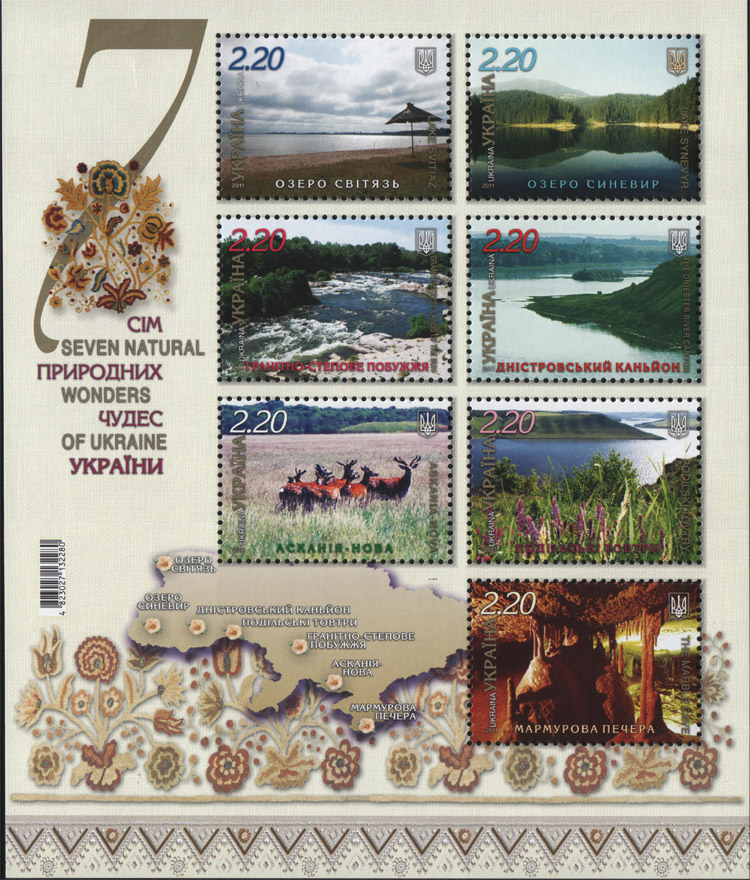
L'emissione filatelica delle Poste ucraine per celebrare le sette meraviglie naturali.

Le sette meraviglie naturali dell'Ucraina (in ucraino Сім природних чудес України?, Sim pryrodnych čudes Ukraïny) sono i sette luoghi risultati vincitori di un concorso tenutosi nel 2008, successivo a quello dell'anno precedente che aveva portato ad individuare le sette meraviglie dell'Ucraina.
Il processo di selezione è partito dalle oltre mille candidature fatte pervenire dalle amministrazioni locali che sono state sottoposte al giudizio di una commissione di 100 esperti in varie branche del sapere; la commissione ha ridotto il ventaglio dei luoghi in concorso a soli 21 posti. Questo ventaglio finale è stato sottoposto al giudizio popolare che si è potuto esprimere via internet tra il 7 luglio e il 26 agosto 2008. I circa 77.000 voti pervenuti hanno determinato i 7 vincitori.
Oltre ai sette vincitori furono individuati altri tre luoghi a cui andò una menzione speciale: la baia di Balaklava, le sabbie di Oleshky e la grotta Ottimista.
Tutti i luoghi prescelti fanno parte di riserve nazionali o regionali e sono visitabili.

## Le sette meraviglie
| Nome                                     | Zona                        | Foto |
| ---------------------------------------- | --------------------------- | ---- |
| La biosfera Falz-Fein ad "Askania-Nova"  | Kachovka                    |      |
| Terre della steppa di granito di Buh     | Oblast' di Mykolaïv         |      |
| Canyon del Dnestr                        | Oblast' di Ternopil'        |      |
| Grotta di marmo                          | Čatyr-Dah                   |      |
| Parco naturale nazionale Podilski Tovtry | Oblast' di Chmel'nyc'kyj    |      |
| Parco naturale nazionale di Šac'k        | Šac'k                       |      |
| Parco naturale nazionale di Senevir      | Oblast' della Transcarpazia |      |